# Galsan Tschinag

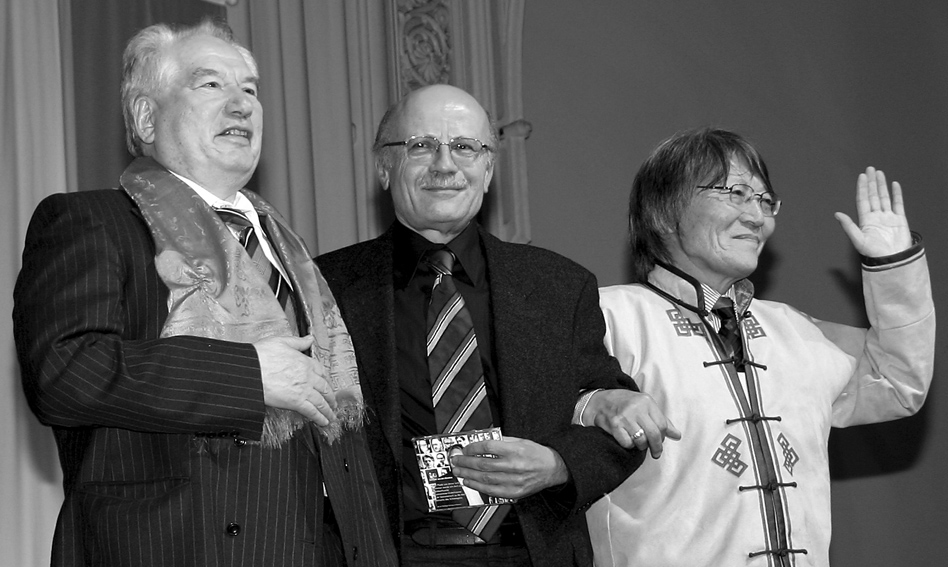
Czingiz Ajtmatow, Lucien Leitess i Galsan Tschinag

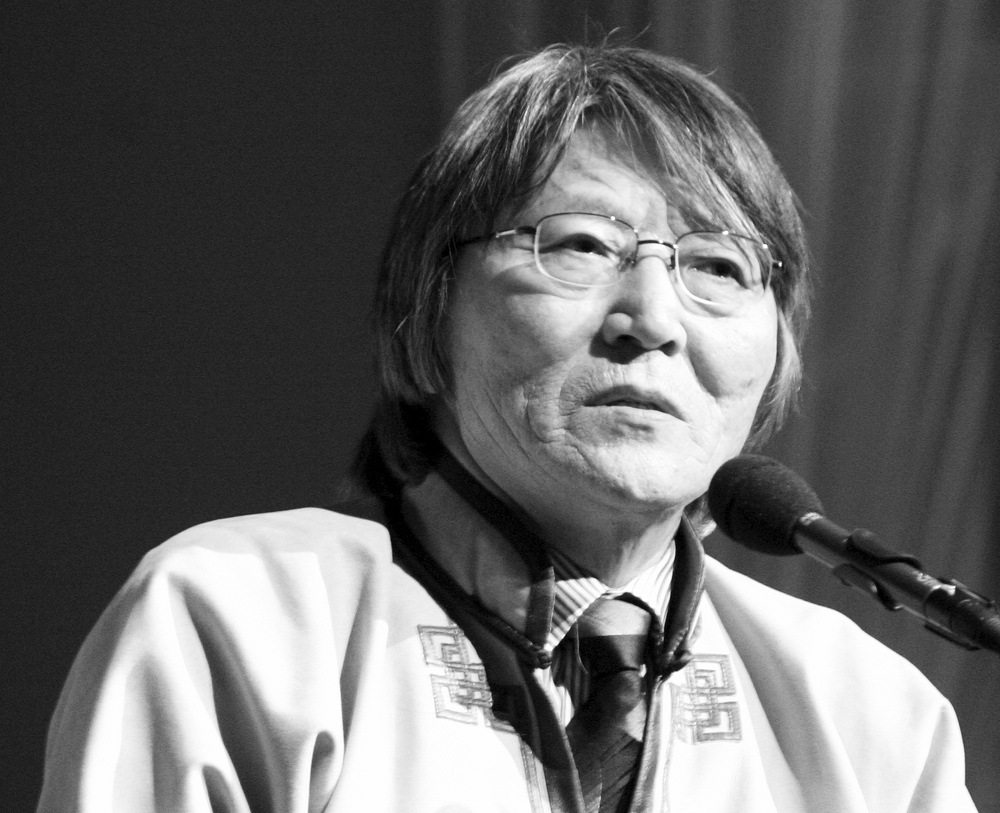
Galsan Tschinag w 2007 roku

Galsan Tschinag (mong. Чинаагийн Галсан, Czinaagijn Galsan; ur. 26 grudnia 1944 w ajmaku bajanolgijskim jako Irgit Szynykbaj-ogłu Dżurukuwaa) – mongolski pisarz, poeta i eseista narodowości tuwińskiej piszący w języku mongolskim i niemieckim. Także szaman i zwolennik medycyny naturalnej.

## Życiorys
Urodzony w górach Ałtaju w rodzinie pasterskiej, jako najmłodszy syn tuwińskiego szamana. Ukończył szkołę średnią w Ułan Bator, a następnie w latach 1962–1966 studiował germanistykę w Lipsku (NRD) na tamtejszym uniwersytecie. Po powrocie do Mongolii pracował na Państwowym Uniwersytecie Mongolskim jako lektor języka niemieckiego.
W wyniku poważnych problemów zdrowotnych, zwrócił się ku medycynie naturalnej i naukom swojego ojca. Obecnie sam praktykuje szamanizm oraz propaguje tradycyjną tuwińską medycynę.
Pochodzi z rodziny tuwińskiej i w wielu swoich książkach prezentuje tradycje tego narodu. Obecnie jest przywódcą tej mniejszości w Mongolii.
Opisuje głównie zmieniający się świat stepów Mongolii, walkę tradycji z nadchodzącymi zmianami. Pisze powieści obyczajowe i romanse osadzone w tuwińskich i mongolskich realiach, a także poezje i eseje. Nawiązuje też do dawnej historii Mongolii – czasów Czyngis-chana.
Do tej pory po polsku ukazała się jedna jego książka: Koniec pieśni – „opowieść o podwójnej tragedii: o śmierci matki, która pozostawia czwórkę dzieci i męża, który dopiero nauczył się ją kochać; i o zrozpaczonej po utracie swojego źrebięcia klaczy, która odrzuca inne, osierocone źrebię”.
Był wielokrotnie tłumaczony na różne języki, a jego twórczość została doceniona – otrzymał m.in. Order Zasługi Republiki Federalnej Niemiec. Przez większą część roku mieszka w Ułan Bator, kilka miesięcy spędza w Niemczech, które objeżdża z cyklami spotkań i seminariów. Wystąpił w kilku filmach dokumentalnych poświęconych Tuwińcom, Mongolii, swoim książkom i szamanizmowi.

## Nagrody i odznaczenia
- Nagroda literacka im. Adelberta von Chamisso (Adelbert-von-Chamisso-Preis), 1992
- Nagroda im. Heimito von Doderera (Heimito von Doderer Literaturpreis), 2001
- Order Zasługi Republiki Federalnej Niemiec, 2002

Otrzymał również literackie nagrody duńskie, niemieckie, mongolskie i rosyjskie.

## Publikacje

### Publikacje w języku polskim
- Koniec pieśni – powieść, tłumaczenie: Dariusz Muszer, Wydawnictwo Babel, 2008, ISBN 978-83-89933-40-9

### Publikacje w języku niemieckim
Lista publikacji.

- 1981 Eine tuwinische Geschichte und andere Erzählungen
- 1992 Der siebzehnte Tag
- 1993 Das Ende des Liedes
- 1994 Der blaue Himmel[14]
- 1995 Eine tuwinische Geschichte und neue Erzählungen
- 1995 Zwanzig und ein Tag
- 1995 Alle Pfade um deine Jurte
- 1996 Nimmer werde ich dich zähmen können
- 1997 Die Karawane
- 1997 Im Land der zornigen Winde
- 1998 Wolkenhunde
- 1999 Die graue Erde[15]
- 1999 Der Wolf und die Hündin
- 1999 Sonnenrote Orakelsteine
- 2000 Der weiße Berg
- 2001 Dojnaa
- 2002 Tau und Gras
- 2002 Der Steinmensch von Ak-Hem
- 2003 Die Verteidigung des Steins gegenüber dem Beton
- 2004 Das geraubte Kind
- 2005 Mein Altai
- 2006 Das zaubermächtige Goldplättchen und andere Märchen aus der Gegenwart
- 2006 Jenseits des Schweigens
- 2007 Liebesgedichte
- 2007 Die neun Träume des Dschingis Khan
- 2007 Auf der großen blauen Straße
- 2008 Das Menschenwild
- 2008 Die Rückkehr
- 2011 Das andere Dasein
- 2012 In der Mitte ein Feuer. Geschichten und Bilder der tuwinischen Nomaden in der Mongolei.
- 2012 Gold und Staub
- 2013 Der Mann, die Frau, das Schaf, das Kind

### Publikacje w języku mongolskim
- Арван сарын тэнгэр доор
- Ноомой эрийн мөрөөр[13]